# Acre (Bundesstaat)
Acre [ˈakɾi], amtlich portugiesisch Estado do Acre, ist der westlichste Bundesstaat Brasiliens. Er ist Teil der Região Norte und liegt im Südwesten des brasilianischen Amazonasbeckens. Seine Hauptstadt ist Rio Branco.
Nach der Volkszählung 2022 hatte Acre 830.026 Einwohner, die auf einer Fläche von rund 164.173 km² leben. Die Bevölkerungsdichte beträgt damit 5,06 Einwohner/km².

## Geografie

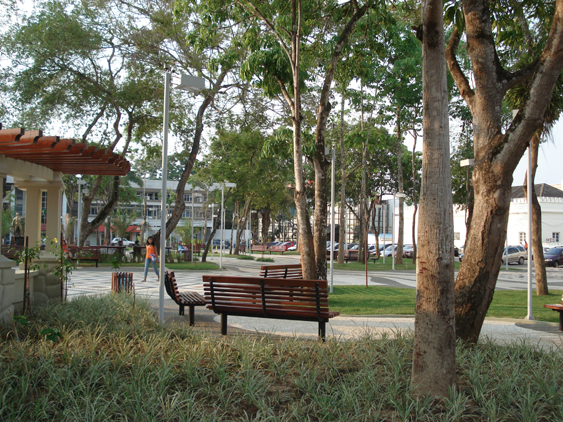
Der Praça da revolução (Platz der Revolution) in Rio Branco.

Acre grenzt im Nordosten an den brasilianischen Bundesstaat Amazonas, im Osten an den Bundesstaat Rondônia, im Südosten an Bolivien und im Südwesten an Peru.
Die Landschaft des Staates wird größtenteils durch eine Ebene bestimmt, die auf ca. 200 Metern über dem Meeresspiegel liegt. Wichtige Flüsse sind Juruá, Tarauacá, Muru, Envira und Xapuri.
Für die Wirtschaft sind die Gewinnung von Kautschuk und Paranüssen sowie die Landwirtschaft (insbesondere Viehzucht) von großer Bedeutung.

## Geschichte

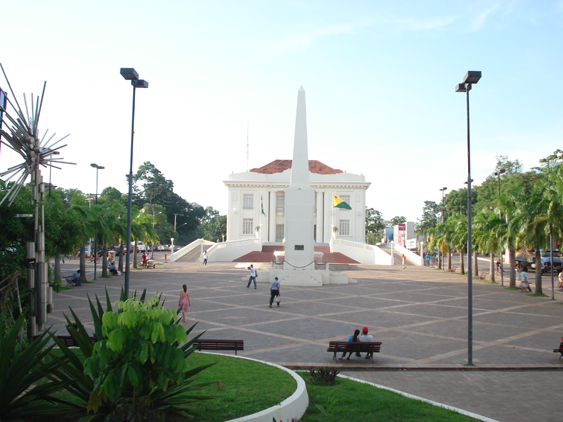
Gouverneurspalast in Rio Branco.

Acre gehörte bis zum Ende des 19. Jahrhunderts zu Bolivien. Es wurde jedoch von brasilianischen Einwanderern bewohnt, die innerhalb Boliviens faktisch ein unabhängiges Gebiet gebildet hatten.
Im Jahr 1899 kam es zu verstärkten Versuchen der bolivianischen Seite, das Gebiet unter Kontrolle zu bringen. Dies löste jedoch Unruhen unter der brasilianischen Bevölkerung aus, die mehrmals versuchte, eine unabhängige Republik zu gründen.
Am 14. Juli 1899 gründete der Abenteurer Luis Galvez Rodriguez de Arias mit Unterstützung des brasilianischen Bundesstaates Amazonas in dem zwischen Brasilien, Bolivien und Peru umstrittenen Gebiet die Republik Acre (1. Republik).
Im März 1900 marschierten bolivianische Truppen ein. Die Regierung von Acre ging in den Untergrund und löste am 17. September 1900 einen antibolivianischen Aufstand aus. Im November 1900 wurde erneut die Republik Acre ausgerufen (2. Republik). Am 25. Dezember 1900 schlugen bolivianische Truppen den Aufstand nieder. Am 11. Juli 1901 beschloss Bolivien, Acre an US-amerikanische und britische Investoren zu verpachten, doch am 6. August 1902 brach ein erneuter antibolivianischer Aufstand aus und mit Unterstützung der „Gummibarone“ kam es zum Krieg gegen Bolivien, der erst am 24. Januar 1903 endete.
Am 27. Januar 1903 wurde erneut die Republik Acre ausgerufen (3. Republik).
Am 17. November 1903 wurde zwischen Bolivien und Brasilien der Vertrag von Petrópolis unterzeichnet. Er sah vor, dass Brasilien Gebiete von Mato Grosso abtritt und 20 Millionen Pfund Sterling bezahlt; im Gegenzug trat Bolivien Acre an Brasilien ab. Außerdem verpflichtete sich Brasilien zum Bau der Madeira-Mamoré-Eisenbahn.
Acre wurde somit in Brasilien eingegliedert und in drei Departements unterteilt. Im Jahr 1920 wurden die Departements zu einem Territorium vereinigt und am 15. Juni 1962 bekam Acre den Status eines Bundesstaats mit einer eigenen Legislativversammlung.
Acre kam am 22. Dezember 1988 international ins öffentliche Bewusstsein, als der Kautschuksammler Chico Mendes ermordet wurde. Er war ein wichtiger Anführer der Kautschuksammlerbewegung (Seringueiros), die sich im Kampf für den Erhalt ihrer Lebensgrundlage – den Wald, aus dem der Kautschuk sowie Paranüsse gesammelt werden – gegen die Interessen von Viehzüchtern und Holzindustrie organisierten.

## Politik
Bei den Wahlen in Brasilien 2018 wurde Gladson Cameli, Mitglied des rechtskonservativen Partido Progressista (PP) mit 53,71 % oder 223.993 der gültigen Stimmen zum 18. Gouverneur des Bundesstaates gewählt. Sein Amtssitz ist der Palácio Rio Branco in Rio Branco.
Bei der Präsidentschaftswahl in Brasilien 2018 erreichte Jair Bolsonaro in Acre mit 77 Prozent sein landesweit bestes Ergebnis.
Die Legislative liegt bei der Legislativversammlung von Acre aus 24 gewählten Abgeordneten. Das Parlamentsgebäude Palácio Senador José Guiomard dos Santos befindet sich in Rio Branco.
Acre entsendet acht Bundesabgeordnete in die Abgeordnetenkammer und drei Senatoren in den Bundessenat des brasilianischen Nationalkongresses.

## Bevölkerung

### Bevölkerungsentwicklung
| Jahr | Einwohner | Stadt   | Land    |
| --- | --------- | ------- | ------- |
| 1991 | 417.718   | 258.520 | 159.198 |
| 2000 | 557.526   | 370.267 | 187.259 |
| 2010 | 733.559   | 532.279 | 201.280 |
| 2022 | 830.026   | ?       | ?       |
| Hier fehlt eine Grafik, die leider im Moment aus technischen Gründen nicht angezeigt werden kann. Wir arbeiten daran! |           |         |         |

Quelle: IBGE (2011)

### Ethnische Zusammensetzung
Ethnische Gruppen nach der statistischen Einteilung des IBGE (Stand 2000 mit 557.526 Einwohnern, Stand 2010 mit 732.793 Einwohnern, Stand 2022 mit 830.026 Einwohnern):
| Gruppe      | Anteil 2000 | Anteil 2010 | Anteil 2022 | Anmerkung                        |
| ----------- | ----------- | ----------- | ----------- | -------------------------------- |
| Brancos     | 201.280     | ▼ 171.257   | ▲ 177.992   | Weiße, Nachfahren von Europäern  |
| Pardos      | 346.909     | ▲ 490.507   | ▲ 549.889   | Mischrassige, Mulatten, Mestizen |
| Pretos      | 28.083      | ▲ 41.547    | ▲ 71.086    | Schwarze                         |
| Amarelos    | 1.394       | ▲ 14.404    | ▼ 1.878     | Asiaten                          |
| Indígenas   | 8.009       | ▲ 15.704    | ▲ 29.163    | indigene Bevölkerung             |
| ohne Angabe | 4.939       | 139         |             |                                  |

Quelle: SIDRA, IBGE

## Indigene Bevölkerung
Die Sprachen der in Acre lebenden indigenen Völker („Indios“) gehören zu vier Sprachfamilien. Die Madiha (Kulina), Yine (Manchineri) und Asháninka (Kampa) sprechen Sprachen der Arawak-Familie. Die Karipuná sprechen eine Sprache der Tupí-Guaraní-Familie. Die fast ausgestorbene Sprache der Katukína repräsentiert eine eigenständige Sprachfamilie. Die Herkunft der Sprache der Papavo ist bisher nicht identifiziert.
Die Sprachen aller anderen Völker gehören zur Pano-Familie. Die Sprachen einiger ehemals panosprachigen Gruppen sind ausgestorben, andere werden nur noch von wenigen älteren Menschen gesprochen.

## Städte
Der Bundesstaat ist in 22 Gemeinden, die municípios, eingeteilt. Die nach Einwohnerzahl größten Städte sind laut der Volkszählung von 2010:
1. Rio Branco – 336.038
2. Cruzeiro do Sul – 78.507
3. Sena Madureira – 38.029
4. Tarauacá – 35.590
5. Feijó – 32.412
6. Brasiléia – 21.398
7. Senador Guiomard – 20.179

Die restlichen Orte haben eine Einwohnerzahl unter 20.000.

## Umwelt

### Waldbrände
Acre ist durch Waldbrände bedroht, sie treten gehäuft von August bis Oktober auf.
Die Angaben beruhen auf Satellitenbeobachtung und werden täglich erneuert.
| Jahr | Brände in Acre |
| --- | -------------- |
| 2015 | 5779           |
| 2016 | 7684           |
| 2017 | 6295           |
| 2018 | 6626           |
| 2019 | 6802           |
| 2020 | 9193           |
| Hier fehlt eine Grafik, die leider im Moment aus technischen Gründen nicht angezeigt werden kann. Wir arbeiten daran! |                |